# Isla Cabras (Guam)
Isla Cabras es una larga y baja porción de tierra de tipo arrecife que forma la costa norte del puerto de Apra, en el territorio estadounidense de Guam.
El Largo de la isla se ha ampliado artificialmente con el rompeolas Glass, llamado así por el capitán Glass, quien tomó el entonces territorio español de Guam para Estados Unidos, en el año 1898. Un camino se extiende hasta el espigón, aunque a veces está cerrado por razones de seguridad, durante las visitas de los barcos.
La costa opuesta de la bahía está formada por la península de Orote, culminando en la Punta Udall (antes Punta Orote), en el extremo más occidental continental de Guam.